# South Cadbury Castle
South Cadbury Castle, vroeger bekend als Camalet (in de omgeving van de rivier Cam), is een heuvelfort uit de ijzertijd in de civil parish van South Cadbury in de buurt van Glastonbury in Somerset.

## Beschrijving
Het kasteel ligt op een heuvel met steile wanden 75 meter boven de omgeving. De heuvel wordt door vier grote wallen omringd. Het fort heeft een eigen bron.

## Geschiedenis
Het fort werd in de 5e eeuw v. Chr. gebouwd, maar er was al in de Steentijd en Bronstijd oudere bewoning. In de IJzertijd was er een nederzetting binnen de muren.
Rond 300 v. Chr. bouwden de Kelten een stenen verdedigingsmuur om de heuvel met een palissade er bovenop. De huizen waren toen rechthoekig.
Later werden er nog twee extra wallen gebouwd en werden de huizen rond. In de 1e eeuw n. Chr. was South Cadbury Castle een belangrijk fort. In 43 n. Chr. werd het door een Romeins leger onder leiding van generaal Vespasianus veroverd. Op de top van de heuvel werden toen Romeinse barakken gebouwd.

## Camelot
In 1542 opperde John Leland voor het eerst dat South Cadbury Castle weleens het legendarische slot Camelot van koning Arthur zou kunnen zijn geweest. In de jaren vijftig van de 20e eeuw werd er bij de wallen aardewerk uit de 5e en 6e eeuw gevonden. Tussen 1966 en 1970 werden er onder leiding van Leslie Alcock opgravingen gedaan en toen bleek dat er in de 5e en 6e eeuw een grote hal van 20 bij 10 meter op de top van de heuvel had gestaan, gebouwd van hout, leem en riet. In die tijd was de bovenste omwalling van een palissade voorzien en een groot poortgebouw. Naast lokaal aardewerk uit deze periode werd er ook aardewerk uit het oosten van het Middellandse Zeegebied gevonden.
De conclusie van het onderzoek is dat South Cadbury Castle in de 5e/6e eeuw een goed verdedigbaar fort was van een machtig man.
Aan de overkant van het Kanaal van Bristol in Wales wordt Caerleon tot een andere mogelijke plaats voor het kasteel van koning Arthur gerekend.